# Virtuix Omni

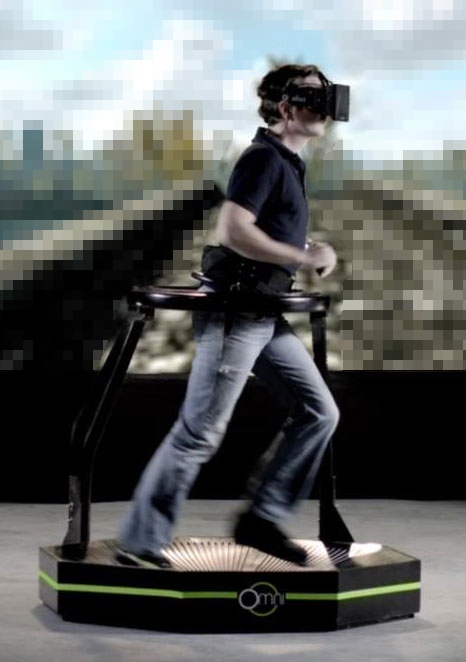
Un usuario empleando la plataforma Virtuix Omni mientras porta gafas de realidad virtual

Virtuix Omni es una plataforma omnidireccional y periférica para videojuegos de realidad virtual que actualmente está en desarrollo por Virtuix.
El Omni usa una base o piso resbaladizo para simular el efecto de caminar. La plataforma requiere zapatos especiales que reducen la fricción cuando se camina. El jugador queda completamente encerrado dentro de ese «ring» que además absorbe todo el peso del jugador con un tipo de arnés que va en la cintura y a la vez apoyado en una base.

## Descripción
El ring funciona como un controlador de videojuego que le permite al jugador caminar dentro del ambiente del juego. El Omni tiene una superficie con forma de cuenco y de baja fricción que funciona con zapatos especiales.
El Omni está diseñado para ser usado con un casco de Realidad Virtual, como el Oculus Rift.

## Historia
Virtuix fue fundada por Jan Goetgeluk. Al equipo le tomó dos años desarrollar el producto antes llevarlo a Kickstarter en una empresa tipo micromecenazgo. La compañía también trató de darle la oportunidad de usar el Omni a todos los entusiastas de los videojuegos de realidad virtual. El equipo experimentó el Omni en conjunto con el Oculus Rift algunos juegos como el Team Fortress 2.
El Virtuix Omni fue lanzado en el sitio de Kickstarter el 4 de junio del 2013. El fundador de Oculus Rift, Palmer Luckey, adelantó que respalda los productos de Virtual Omni. Alcanzó casi de inmediato la meta inicial de reunir fondos, 150.000 dólares. La compañía ha dicho que los precios de Kickstarter serán «significativamente» más bajos que el precio de venta final. El dinero recaudado está previsto para ser gastado en convertir el prototipo Omni en un producto de consumo masivo.
La producción del Omni está pensada para iniciarse en diciembre del 2013. La fecha tentativa para la salida de las primeras unidades será enero del 2014. Sin embargo, ya se avisa que por temas de despacho, está en el mercado no antes de marzo u abril del 2014. Virtuix planea lanzar públicamente el Omni a principios de 2014.
Finalmente cancelaron unilateralmente las órdenes internacionales de los fundadores que apoyaron en kickstarter, devolviendo irrisoriamente el mismo monto del producto más un 3%, siendo que el dinero se usó para crear su empresa y funcionó como un préstamo sin tasa de interés.